# Guane (Santander)
Guane es un centro poblado del departamento de Santander (Colombia), ubicado a 9 kilómetros del municipio de Barichara, al cual corresponde su jurisdicción.

## Historia
Móncora fue escogido por los españoles para concentrar a los indígenas guanes sobrevivientes y adoctrinarlos. Desde 1605 se estableció allí la Cofradía de la Natividad de la Santísima Virgen María. En 1617 los caciques de Móncora, Choagüete, Corotá, Butaregua y Guanentá afirmaban en una carta que en Móncora "tenemos iglesias y en ella hacemos nuestra festividades". El 22 de enero de 1622 fue establecida la parroquia y nombrado un párroco. En una visita del Arzobispo entre el 15 y el 19 de mayo de 1623 fueron bautizados 134 indígenas y confirmadas 490 personas entre las cuales estaban los caciques de Móncora, Coratá, Chuagüete y Macaregua.
En 1751 fue llevado el cuadro de Santa Lucía y al construir el actual templo en 1786 se planeó una capilla, donde esta santa tiene un trono, celebrándose su fiesta el 13 de diciembre.
Durante el período republicano Guane fue municipio hasta 1888, cuando fue anexado Barichara en calidad de centro poblado, pero sin cuatro de sus veredas, a pesar de la oposición de los habitantes de ellas.

## Condiciones geográficas
Guane, raíz genética de pueblos de Santander, antiguo Móncora, cuna inmemorial de la cultura guane, está situado en una pequeña meseta de unos setecientos metros de largo, de sur a norte, y de trescientos cincuenta, de oriente a occidente, junto a las colinas que miran hacia la profunda hoya del río Suárez que corre serpenteando por entre fieros y peñascos y con lecho de enormes piedras, testigos mudos de las enormes convulsiones geológicas de tiempos prehistóricos.
Goza de clima ideal, seco y muy sano, con una temperatura media de 25 °C, suavizado por las frescas y acariciadas brisas del río Suárez.

## Cómo llegar
Se llega a Guane partiendo de Barichara en un recorrido de nueve kilómetros por carretera pavimentada.

### Recorrido
Durante el viaje se disfruta del paisaje, típicamente santandereano; abajo de la hoya del río Suárez, al fondo, la cordillera de los Yariguíes, y en la ladera las poblaciones de Galán y La Fuente.

## Infraestructura
La población tiene aproximadamente más de cien edificaciones, de una sola planta, sencillas, rodeando el hermoso templo colonial, un monumento de arte colonial estilo románico.

### Museo
Guane en sí ya es un museo, es un centro poblado que va más allá de lo colonial, de lo prehistórico por sus vetustas casas, por sus gentes y costumbres, por sus fósiles y por sus tantos lugares turísticos.

### Museo Paleontológico y Arqueológico de Guane
Fue construido en homenaje al sacerdote e historiador Isaías Ardila Díaz, quien fue su organizador e ideador.

#### Paleontología
Comprende importante colección de fósiles (más de 10 000) marinos en gran parte, de más de 60 millones de años de antigüedad. También se encuentran erizos de mar, turritelas, amonitas. Peces, todos estos fosilizados. También se encuentran plantas fosilizadas, gramíneas fosilizadas y huellas de plantas fosilizadas. Xilópalos (troncos fosilizados) hasta de 1.20 metros de largo.

#### Arqueología
Comprende la sala de cerámicas. Esta sala cuenta con 215 piezas, entre tazones, cántaros, ollas, vasijas varias, jarros, copas, figuras zoomorfas, entre otros elementos. Se encuentran elementos de culto y trabajo de la cultura guane. De la era colonial se halla un sepulcro de 1658, y un antiquísimo y rudimentario molino de caña.